# Villeneuve-d’Amont
Villeneuve-d’Amont – miejscowość i gmina we Francji, w regionie Burgundia-Franche-Comté, w departamencie Doubs.
Według danych na rok 1990 gminę zamieszkiwało 257 osób, a gęstość zaludnienia wynosiła 18 osób/km² (wśród 1786 gmin Franche-Comté Villeneuve-d’Amont plasuje się na 491. miejscu pod względem liczby ludności, natomiast pod względem powierzchni na miejscu 235.).